# 아크 로열 (담배)
아크 로열 (Ark Royal) 은 우루과이산 담배로, 여송연을 닮은 강한 향기가 특징인 브랜드이다. 애플 민트, 와일드 카드 등 여러 종류의 향이 있다.
제조사는 Compania Industrial de Tabacos Monte-Paz S.A.이며 상표 소유권자는 요하네스 니보에르 (Johannes Nieboer)이다. 일본에서는 닛신 무역 주식회사에 의해 수입되고 있는데, 한국에서는 일본을 통해 들어오는 경우가 많아 일본산 담배로 오해받는 경우가 많다.